# Entr'acte (film)
Entr'acte, ook wel Entr'acte cinématographique, is een komische, dadaïstische Franse korte film uit 1924 onder regie van René Clair, die in première ging als tussenspel voor de productie Relâche van de Ballets Suédois in het Théâtre des Champs-Elysées in Parijs. Relâche en dus ook Entr'acte zijn gebaseerd op een boek van Francis Picabia, geproduceerd door Rolf de Maré en onder choreografie van Jean Börlin. De muziek voor ballet en film was gecomponeerd door Erik Satie. Satie en Picabia spelen zelf belangrijke rollen, evenals de surrealistische kunstenaars Marcel Duchamp en Man Ray. Er worden allerlei trucagetechnieken gebruikt, zoals slow motion, het samensnijden van twee beelden en achterstevoren afspelen. Ook grossiert de film in absurde situaties, zoals de lijkkist die door een kameel wordt voortgetrokken en het ei dat beschoten wordt en dan als duif wegvliegt.

## Verhaal
De film bestaat uit twee segmenten. Het eerste deel speelt zich af voornamelijk op het dak van het Théâtre des Champs-Élysées, waar een kanon wordt geladen, schaak gespeeld en een jager met een geweer op een dansend ei probeert te schieten. In het tweede gedeelte slaat een begrafenisstoet op hol, waarbij de muziek een belangrijke rol speelt.

## Rolverdeling
| Acteur          | Personage                             |
| --------------- | ------------------------------------- |
| Jean Börlin     | Jager met Tiroler hoedje / goochelaar |
| Inge Frïss      | Ballerina                             |
| Francis Picabia | Man die het kanon laadt               |
| Erik Satie      | Man met hoed die bij het kanon danst  |
| Marcel Duchamp  | Schaker                               |
| Man Ray         | Schaker                               |